# 皂湖市 (華盛頓州)
皂湖（英文：Soap Lake），是美国华盛顿州格兰特县下属的一座城市。根据 2000年美国人口普查，该市有人口1,733人。根据2010年美国人口普查，该市有人口1,514人。而2011年估计该市有1,550人。